# Knut Lindahl
Knut Lindahl, född 15 september 1904 i Umeå, död 3 november 1969 i Lund, var en svensk officer i Flygvapnet.

## Biografi
Lindahl blev reservofficer vid Västerbottens regemente (I 20) 1926. År 1928 blev han fänrik i Armén. År 1935 övergick han till Flygvapnet och blev kapten vid Västmanlands flygflottilj (F 1) 1938. År 1942 blev han befordrad till major, 1944 till överstelöjtnant och 1947 till överste.
Åren 1944–1952 var han chef för Upplands flygflottilj (F 16). Åren 1952–1957 var han chef för Krigsflygskolan (F 5). År 1957 tog han tjänstledigt från Flygvapnet och blev chef för etiopiska flygvapnet under åren 1957–1961. Lindahl avgick från svenska Flygvapnet år 1959 med överstes grad.
Lindahl gifte sig år 1934 med Ingrid Laurell; tillsammans fick de två barn, Lisbeth och Jan.

## Utmärkelser
- Riddare av Svärdsorden, 1943.[1]
- Kommendör av andra klassen av Svärdsorden, 10 november 1951.[2]
- Kommendör av första klass av Svärdsorden, 18 november 1954.[3]